# Ruellia reitzii
Ruellia reitzii là một loài thực vật có hoa trong họ Ô rô. Loài này được Wassh. & L.B.Sm. miêu tả khoa học đầu tiên năm 1969.